# Cordilura kakaberrans
Cordilura kakaberrans är en tvåvingeart som beskrevs av Ozerov 1997. Cordilura kakaberrans ingår i släktet Cordilura och familjen kolvflugor. Inga underarter finns listade i Catalogue of Life.